# Renealmia chrysotricha
Renealmia chrysotricha là một loài thực vật có hoa trong họ Gừng. Loài này được Petersen miêu tả khoa học đầu tiên năm 1890.